# 11681 Ortner
11681 Ortner è un asteroide della fascia principale. Scoperto nel 1998, presenta un'orbita caratterizzata da un semiasse maggiore pari a 2,1884062 UA e da un'eccentricità di 0,1033345, inclinata di 2,01742° rispetto all'eclittica.